# トレヴィの泉で二度目の恋を
『トレヴィの泉で二度目の恋を』（トレヴィのいずみでにどめのこいを、Elsa & Fred）は、2014年に製作されたアメリカ合衆国のコメディドラマ映画。監督はマイケル・ラドフォード、主演はクリストファー・プラマーとシャーリー・マクレーンが務める。2005年のスペイン・アルゼンチン映画『Elsa y Fred』のリメイク作品。

## あらすじ
最近、妻を亡くしたフレッド・バークラフトは別のアパートに引っ越すことにした。そこで、魅力的ではあるものの虚言癖のあるエルサ・ヘイズと出会う。

## キャスト
- シャーリー・マクレーン - エルサ・ヘイズ
- クリストファー・プラマー - フレッド・バークラフト
- マーシャ・ゲイ・ハーデン - リディア・バークラフト
- スコット・バクラ - レイモンド・ヘイズ
- クリス・ノース - ジャック
- ジェームズ・ブローリン - マックス・ヘイズ
- ジョージ・シーガル - ジョン
- ウェンデル・ピアース - アルマンド

## 製作
本作は税制優遇のあるルイジアナ州ニューオーリンズで製作された。主演を務めたクリストファー・プラマーは本作について、リメイクというより「僕とシャーリー、マイケルで全部書き直した英語版の作品だと思う」と説明している。

## 受賞
2014年3月のマイアミ国際映画祭において、初めて上映された際には喝采を浴びた。また、同年9月のサドバリー国際映画祭では観客賞を受賞した。